# درجه پنج-ستاره

نشان پیشنهادی درجه پنج-ستاره

درجه پنج-ستاره (انگلیسی: Five-star rank) درجه اختصاصی و بسیار ارزشمند نظامی است که نخستین مرتبه در سال ۱۹۴۴ و در ایالات متحده آمریکا پیشنهاد و پایه‌گذاری گردید. این درجه بالاترین درجه عملیاتی ممکن در مقیاس استاندارد ناتو است که با رمز of-10 معرفی می‌گردد.